# Bird Study
«Bird Study» («Изучение птиц») — британский ежеквартальный рецензируемый научный орнитологический журнал, выходящий с 1954 года. Издаётся в Великобритании.

## Общие сведения
Bird Study публикует статьи, относящиеся к сфере интересов Британского фонда орнитологии: в целом, полевой орнитологии, особенно связанной с научно обоснованным сохранением птиц. Особенно приветствуются статьи по следующим темам: закономерности распределения и численности, перемещения, предпочтения среды обитания, разработка методов полевого учёта, кольцевания и других методов маркировки и отслеживания птиц.
Исследование птиц концентрируется на изучении видов птиц, обитающих в Западной Палеарктике. Сюда входят исследования их биологии за пределами Западной Палеарктики, например, на местах зимовки в Африке. Bird Study также публикует статьи из любой части мира, если они представляют общий интерес для широких областей исследований, изложенных выше.
До 1964 года журнал назывался Bird migration («Птичья миграция»).